# Nove
För andra betydelser, se Nové.
Nove är en ort och kommun i provinsen Vicenza i regionen Veneto i Italien. Kommunen hade 4 949 invånare (2018).